# Мюнстерский собор
Собор Святого Павла (нем. St.-Paulus-Dom) — католический храм в городе Мюнстер (федеральная земля Северный Рейн-Вестфалия, Германия), кафедральный собор епархии Мюнстера Римско-католической церкви. Одно из самых значительных церковных сооружений в Вестфалии. Находится на площади Домплац и наряду с исторической ратушей является одним из самых значительных памятников архитектуры исторического центра города и его символом.

## История
Собор Святого Павла — это третий по счёту собор Мюнстерского епископства. Возведение первого собора, известного как собор Святого Людгера, началось в 805 году.

### Первый собор (805—1377 годы)
В 799—800 годах ведущий миссионерскую деятельность Людгер основывает в Вердене на нижнем Руре монастырь ордена бенедиктинцев, как центр миссионерской христианской деятельности в западной Саксонии, осуществив свою давнишнюю мечту о создании на новообращённых землях такого монашеского общества. В это же время продолжалась его деятельность, направленная на создание Мюнстерского епископства. 30 марта 805 года Людгер был посвящён кёльнским архиепископом Хильдебольдом (787—818) в сан первого мюнстерского епископа.
Собор Святого Людгера был трёхнефной базиликой. В ходе раскопок, которые в 1936 году проводил бывший директор Епископского музея доктор Вишебринка, выяснилось что собор Святого Людгера находился на том месте, где сейчас находится крытая галерея и кладбищенский дворик собора Святого Павла. Базилика имела размеры 27,6 × 31,2 м. С северо-западной стороны базилики находилась башня со сторонами 8,3 × 8,3 м.
Собор Святого Людгера одновременно выполнял три функции: в нём располагалась кафедра Мюнстерского епископа, он был церковью живущего по уставу святого Хродеганга Мецкого монастыря, и, наконец, являлся приходской церковью для жителей города Мюнстер.

### Второй собор (990—1225 годы)

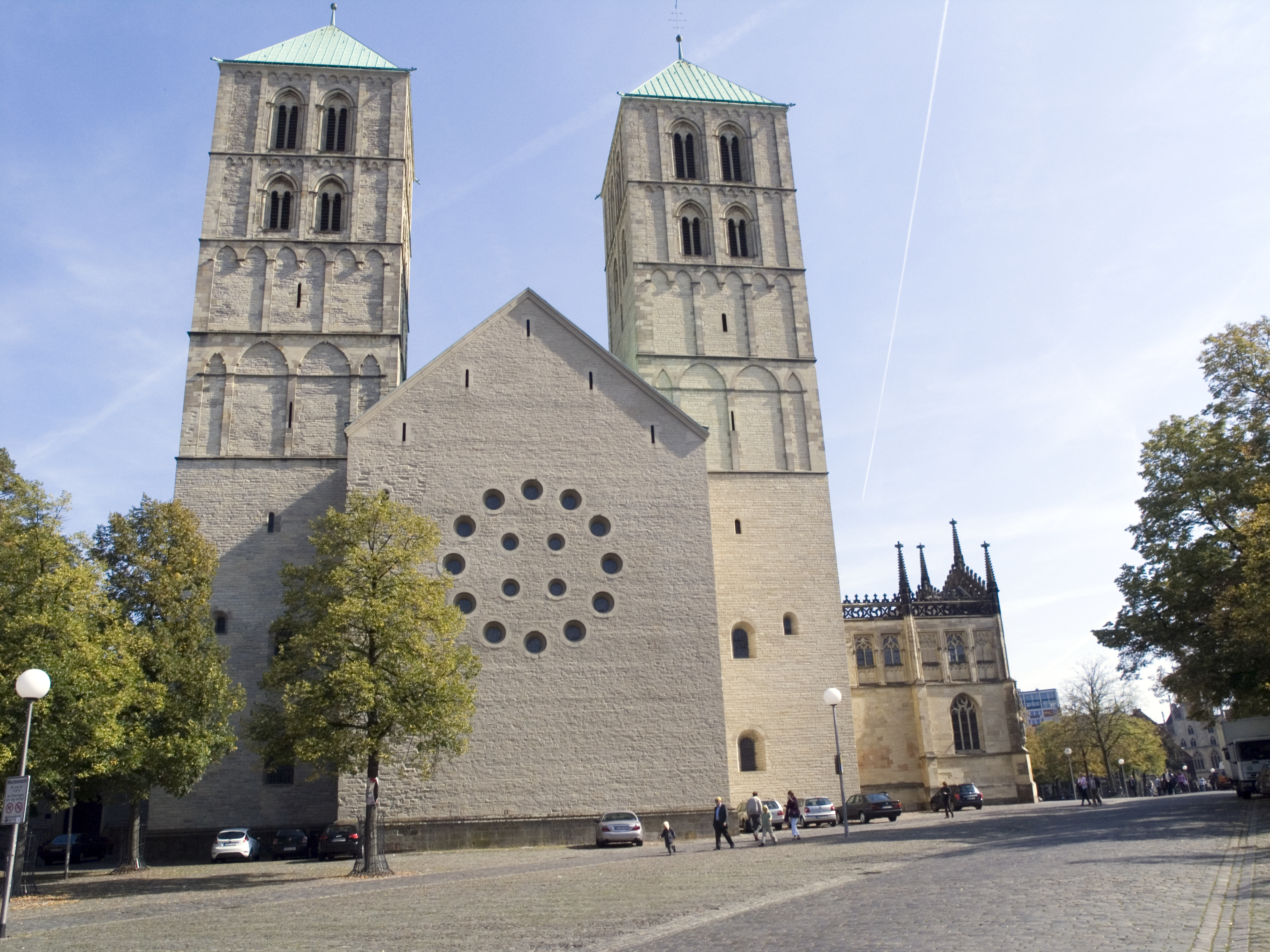
Романский вестверк

Второй собор возник в непосредственной близости от первого. Никаких точных сведений о его строительстве не сохранилось. По официальным данным Мюнстерского епископства строительства второго собора началось в 1071 году, но по оценкам ряда специалистов, например, Макса Гайсберга, строительство собора началось во время епископа Додо, то есть в промежутке с 969 до 993 года. Первое же документальное подтверждение существованию второго собора относится к 1090 году, где сообщается о том, что собор пострадал во время пожара. Поскольку собор был построен во время правления Саксонской династии, то он получил название собора Оттонидов.

Так как третий собор был построен на том самом месте, где находился второй собор, то производить раскопки для изучения собора Оттонидов не представлялось возможным. Однако, поскольку отдельные части второго собора вошли в состав собора Святого Павла, например, восточная стена западного поперечного нефа, южная стена бокового продольного нефа и большая часть северной стены, то можно приблизительно оценить ширину собора Оттонидов в 36,6 м. Что касается длины собора, то дать ей даже предположительную оценку нет никакой возможности.

При епископе Германе II фон Катценельбогене ориентировочно в 1192 году к собору с западной стороны был пристроен вестверк — массивное сооружение с двумя романскими башнями, которое практически без изменений вошло в состав собора Святого Павла. Северная башня имеет размер 12,05 м в направлении север-юг и 13,6 м в направлении запад-восток. Высота северной башни составляет 57,7 м. Южная башня имеет размер 11,5×12,95 м и высоту — 55,5 м.

На протяжении более чем двухсот лет собор Святого Людгера и собор Оттонидов существовали вместе, поэтому первый собор почти сто лет не использовался.

### Третий собор (1225 год— настоящее время)

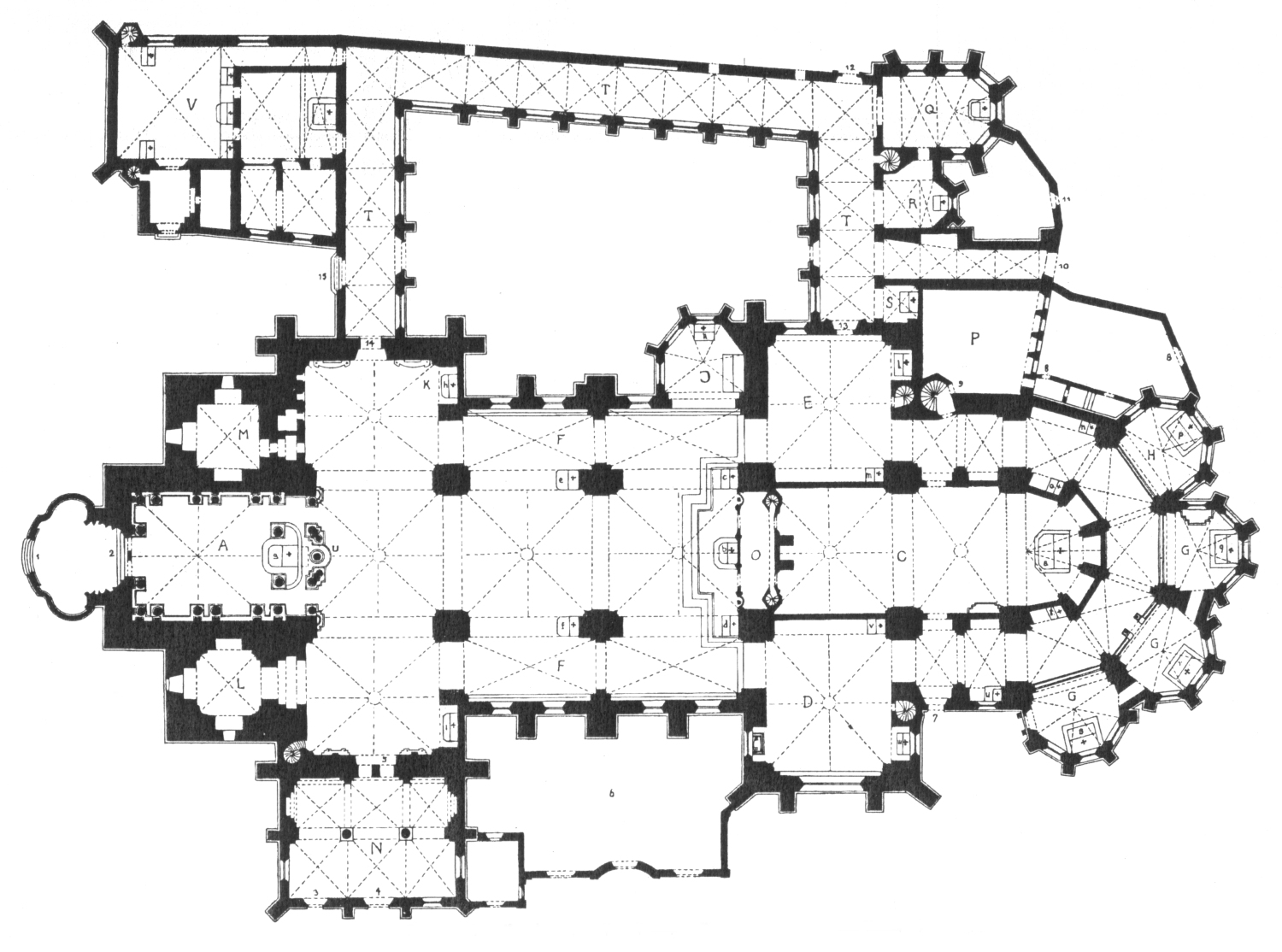
План собора 1761 года

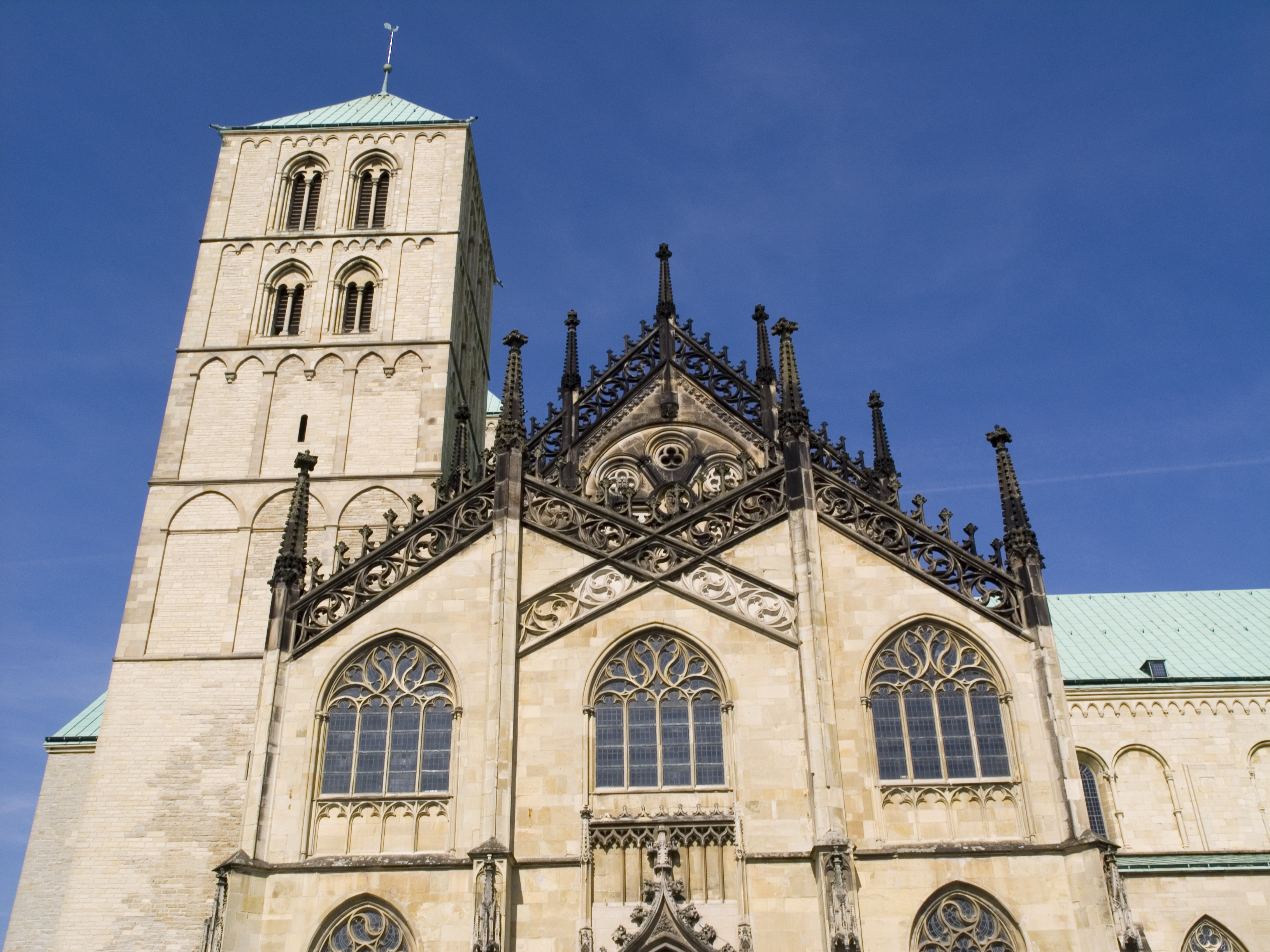
Готический вестибюль и романская южная башня

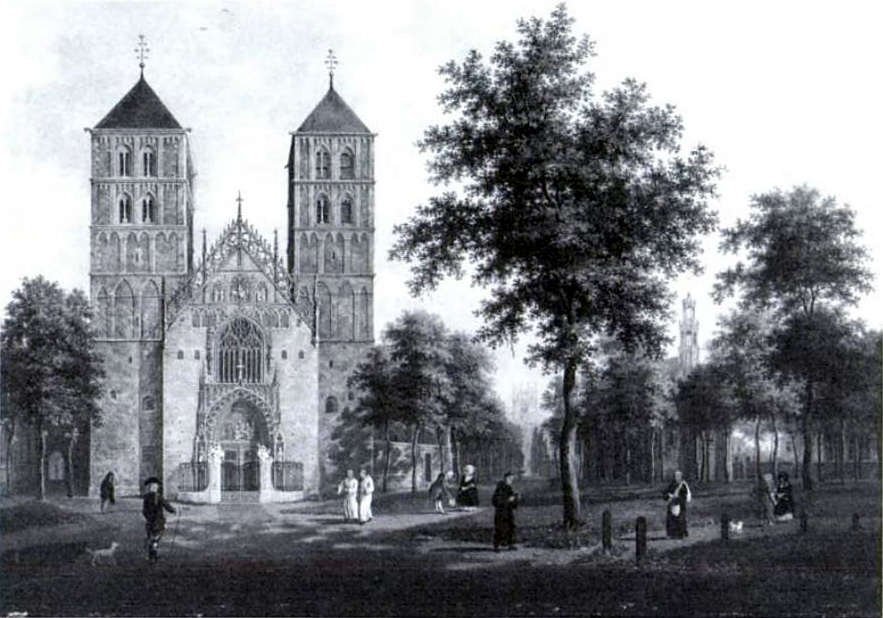
Собор Святого Павла в 1784 году

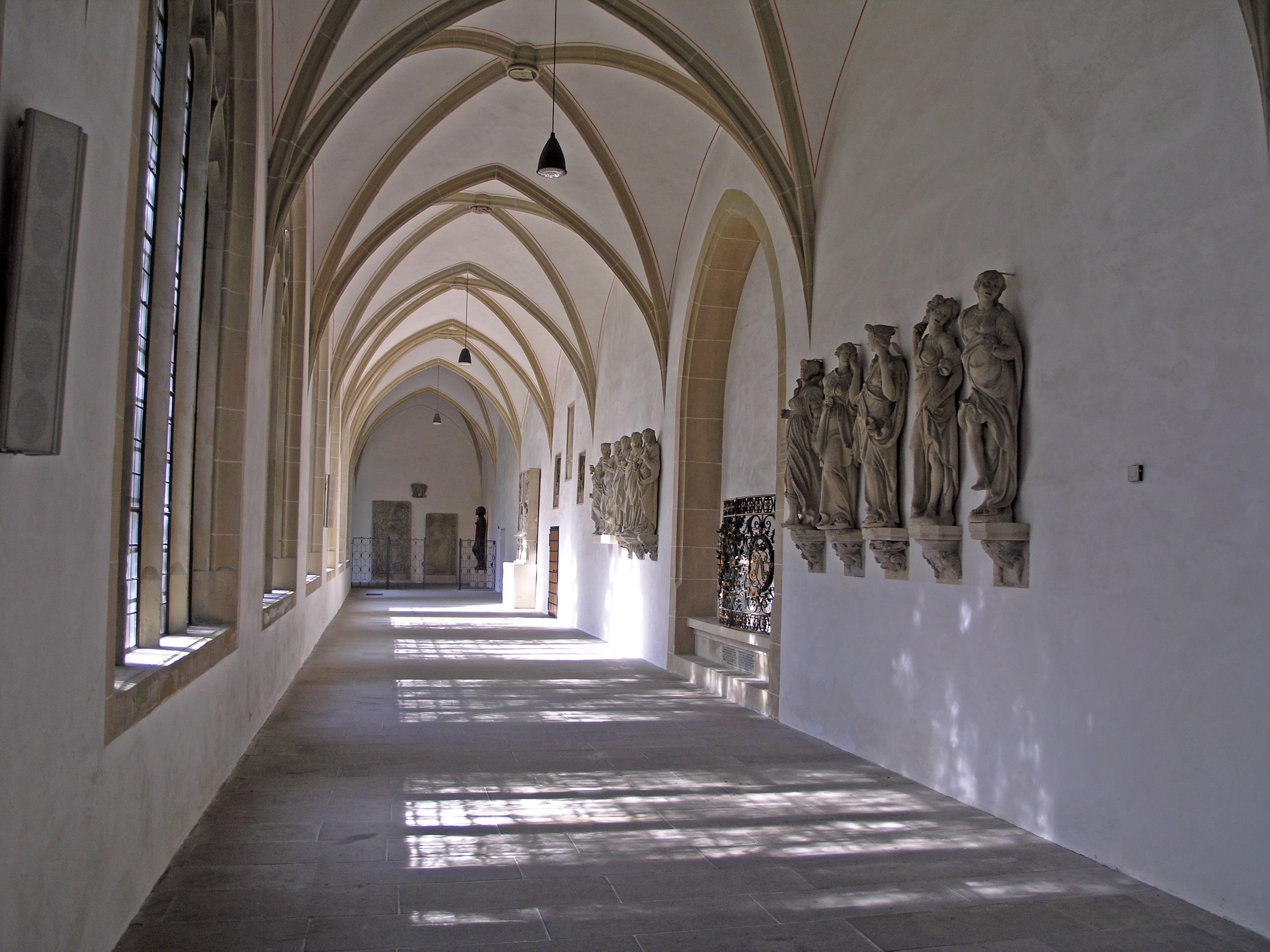
Фрагмент крытой галереи

Закладка третьего собора произошла в 1225 году. Строительство велось почти 40 лет. Торжественное освящение собора было проведено епископом Герардом фон Марком 30 сентября 1264 года. Базилика с двойным поперечным нефом была построена в готическом стиле. Её длина составляет 108,95 м, ширина западного поперечного нефа, включая вестибюль, составляет 52,85 м, без вестибюля — 40,53 м. В промежутке между поперечными нефами главный неф имеет ширину 28,3 м, восточный поперечный неф имеет ширину 43,3 м. При строительстве частично использовались фрагменты собора Оттонидов. Таким образом, в соборе Святого Павла проявляется ярко выраженное смешение романского и готического архитектурных стилей.

Функцию приходской церкви собор утратил ещё на этапе своего строительства, когда на месте нынешней площади Domplatz была построена церковь Святого Иакова. После снесения церкви в 1812 году собору Святого Павла были возвращены функции приходского храма.

Вплоть до 1377 года рядом с собором Святого Павла существовал и старый собор Святого Людгера. 18 августа 1377 года епископ Флоренц фон Вефелингхофен принял решение о его сносе. В 1390—1395 годах на его месте создаётся внутренний дворик, который опоясывала крытая галерея. С восточной стороны к крытой галерее примыкает капелла Богоматери. В 1516 году собор был частично перестроен в позднеготическом стиле. Это была последняя перестройка собора — в неизменном виде он просуществовал почти 450 лет — вплоть до разрушения во время одной из многочисленных бомбардировок союзнической авиации во время второй мировой войны.

Во время Мюнстерской коммуны 1534—1535 годов собор Святого Павла был разграблен, епископская кафедра, многие иконы и скульптуры, в том числе скульптуры работы Генриха Брабендера, были уничтожены. Были уничтожены астрономические часы 1408 года, так как они были украшены изображениями библейских сюжетов. После подавления восстания анабаптистов для собора создаются новые росписи (в том числе иконы работы известного вестфальского художника Германа том Ринга) и скульптуры (часть скульптур создал сын Генриха Брабендера — Иоганн).

Во время Второй Мировой войны собор был разрушен во время бомбо-штурмовой атаки прямым попаданием. Практически весь церковный инвентарь и сохранявшиеся в соборе художественные ценности не пострадали, так как были заблаговременно эвакуированы. Тем не менее, погибла вся настенная и плафонная живопись Германа том Ринга середины XVI столетия.

Восстановление продолжалось с 1946 по 1956 годы. При этом многие части собора реконструировались в точном соответствии оригиналу. Однако настенная живопись восстановлена не была. В 1981 году был открыт новый зал собора. Он находится к северу от крытой галереи и в нём выставлены предметы искусства и культурные ценности, сохранившиеся на протяжении более чем 1200 лет с основания епископства. Некоторые из выставленных там предметов и сейчас ещё используются во время проведения в соборе литургий. В 1985—1990 годах Георг Майстерманн создал 17 витражей с абстрактно-геометрическими фигурами и символическими библейскими мотивами.

## Оснащение собора

### Астрономические часы

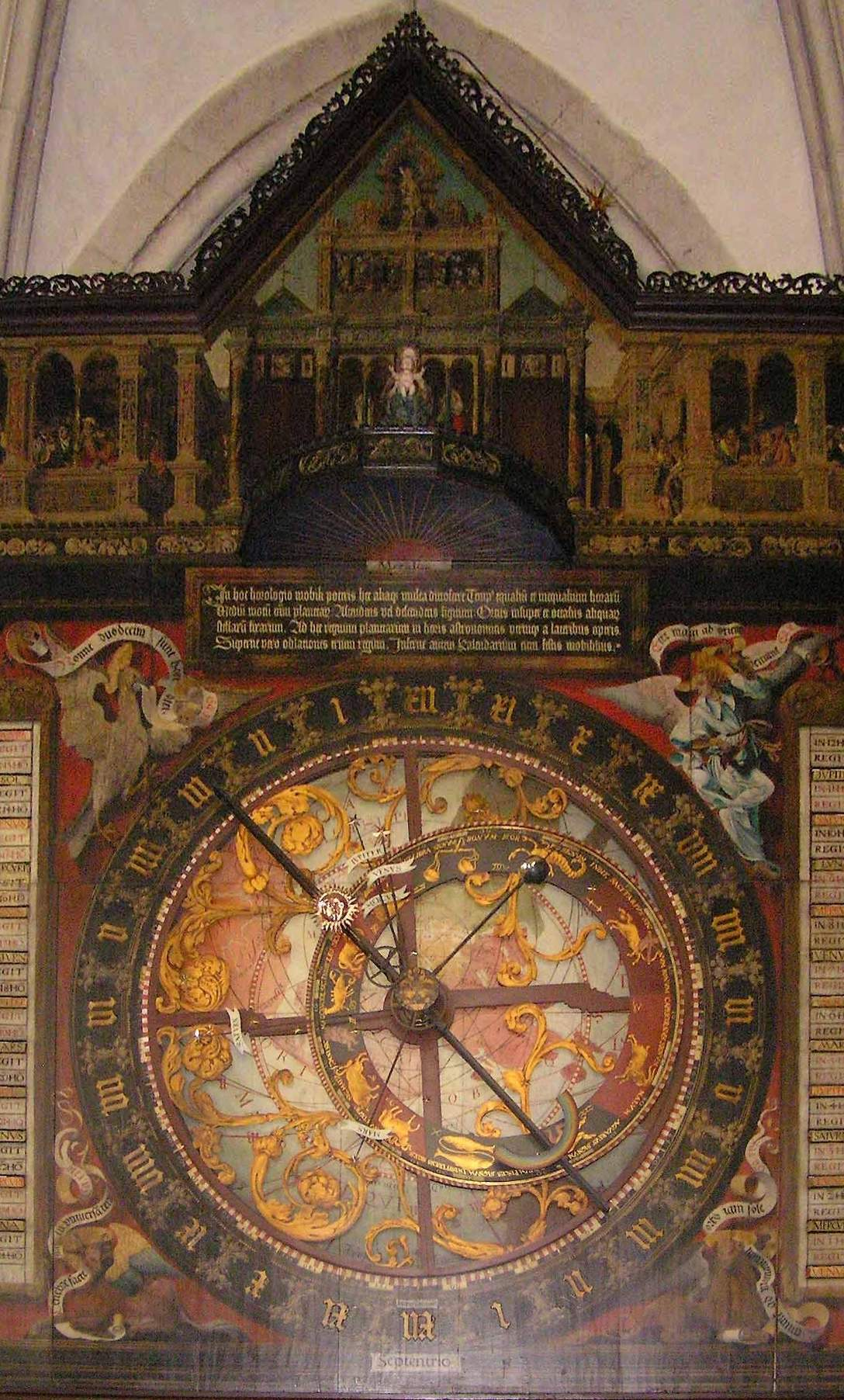
Астрономические часы

Первые астрономические часы, установленные в соборе в 1408 году, были уничтожены анабаптистами в 1534 году. Новые часы создавались в 1540—1542 годах. Расчёт часов выполнил математик Дитрих Цвивель и францисканский монах Иоганн фон Аахен. Часовой механизм изготовил слесарь Николаус Виндемакер, а художественное оформление выполнил Людгер том Ринг Старший.

В связи с тем, что в результате календарной реформы в католических странах, когда взамен старого юлианского календаря был введён папой Григорием XIII новый Григорианский календарь, следующим днём после четверга 4 октября 1582 года стала пятница 15 октября. Также было изменено правило високосного года (по-прежнему високосным оставался год, номер которого кратен четырём, но исключение делалось для тех, которые были кратны 100, отныне такие годы были високосными только тогда, когда делились ещё и на 400). Это привело к тому, что теперь Пасхалия, определяемая с помощью астрономических часов собора Святого Павла стала неточной.

В 1696 году был обновлён часовой механизм, добавлены фигуры бога Хроноса и Смерти. В 1818 году в часах был установлен новый 4-метровый маятник, что привело к увеличению шумности механизма и постоянным жалобам верующих.

В 1927 году часы демонтировали для капитального ремонта. Расчёты для нового часового механизма выполнили Эрнст Шульц (Ernst Schulz) и Эрих Хюттенхайн (Erich Hüttenhain) из Астрономического сообщества Мюнстера. Работы выполнялись на часовом заводе Генриха Эггерингхауза в 1929—1932 годах.

Во время второй мировой войны часы были эвакуированы и запущены снова 21 декабря 1951 года. В настоящее время часы показывают не только время, но и фазы Луны, положение планет, имеют вечный календарь до 2071 года. Каждый час на трубе играет механический человечек, женская фигура бьёт в колокол. Смерть отбивает каждые четверть часа, при этом Хронос переворачивает песочные часы. Ежедневно в полдень фигуры трёх волхвов окружают фигуры Девы Марии с Младенцем на коленях.

#### Технические данные часов
- Высота — 7,8 м
- Ширина — 4,1 м
- Диаметр циферблата — 3,0 м
- Вес — 110 кг

### Триумфальный крест

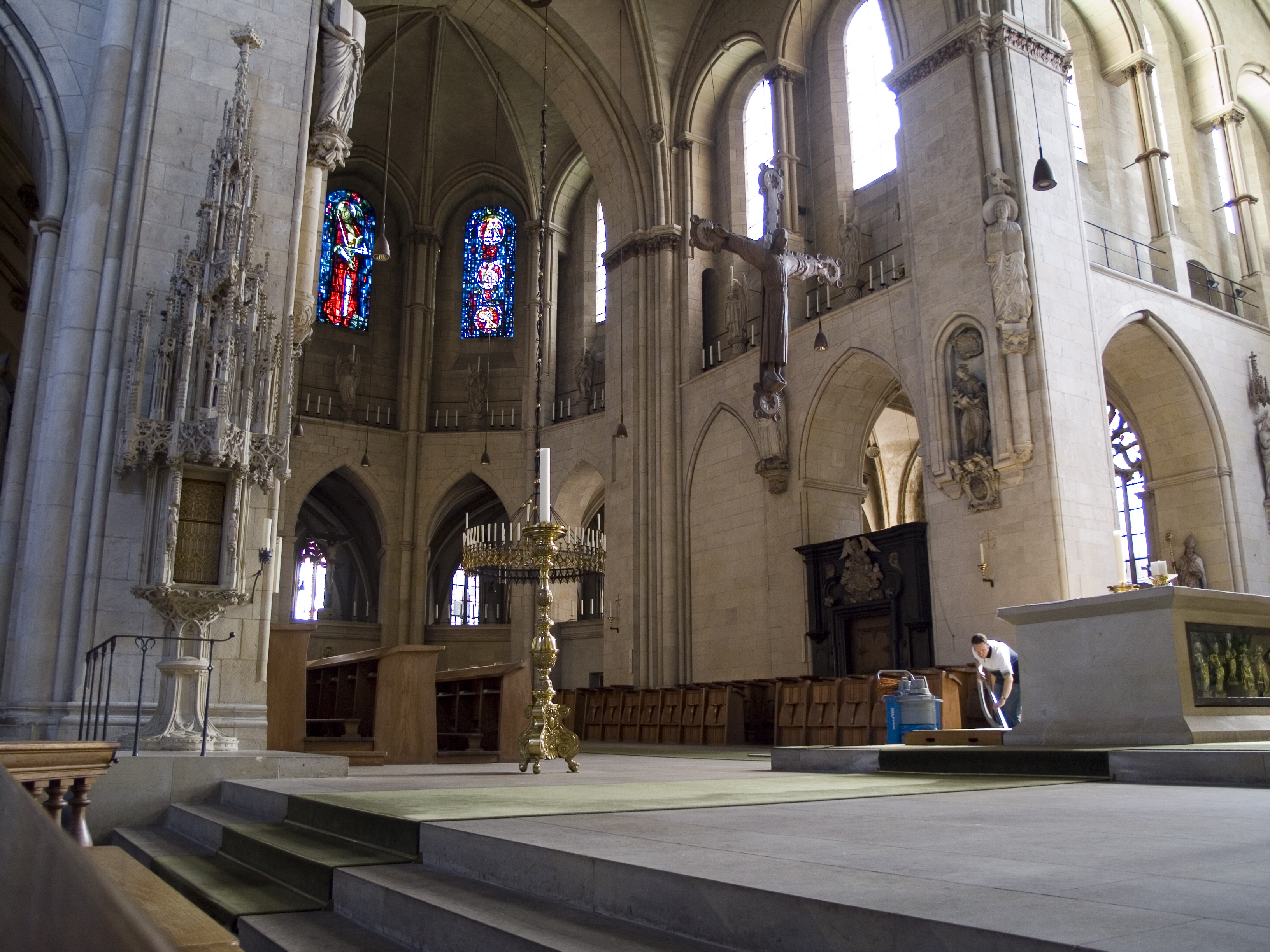
Триумфальный крест

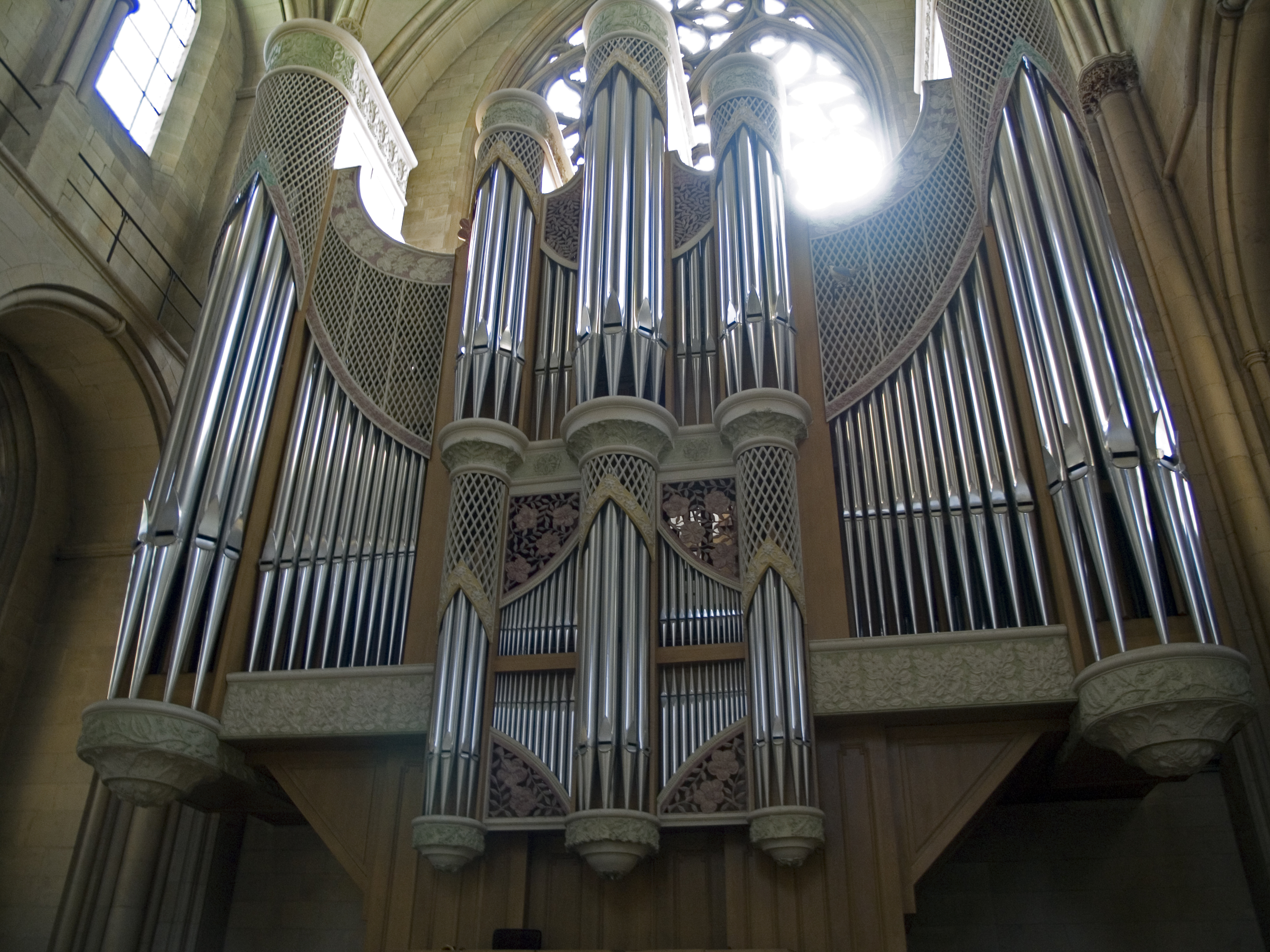
Главный орган

Дубовый крест высотой 3,55 м и шириной 2,62 м был изготовлен в XIII веке и первоначально находился на стене. Фигура Христа имеет высоту 2,22 м. В 1973 году было принято решение подвесить крест над алтарём. Для этого крест, находившийся к тому времени в плохом состоянии, был отреставрирован в Оснабрюке. Возможно в прошлом крест и фигура были раскрашены, но сейчас они коричневого цвета.

### Органы
В соборе установлены 3 органа. При восстановлении собора после разрушения в 1956 году был смонтирован новый главный орган работы Ханса Клайса перед южным окном восточного поперечного нефа в хоре святого Иакова. Два вспомогательных органа размещены в вестверке (1987 год) и в западном хоре (1650 год, реставрирован в 2009 году).

### Колокола
До разрушения собора в южной башне вестверка находилась группа колоколов 1911, 1890, 1856, 1675, 1638, 1538 годов и один колокол XIII века. При разрушении собора ни один из колоколов не сохранился. В 1956 году были установлены 8 колоколов производства завода «Feldmann & Marschel». Однако, звуковая последовательность новых колоколов не соответствовала старым, поэтому в 1979 году была выполнена звуковая коррекция. В башенке-сигнатурке размещены два барочных колокола, которые автоматически отбивают каждую четверть часа, при этом колокольный механизм управляется астрономическими часами.

## Галерея

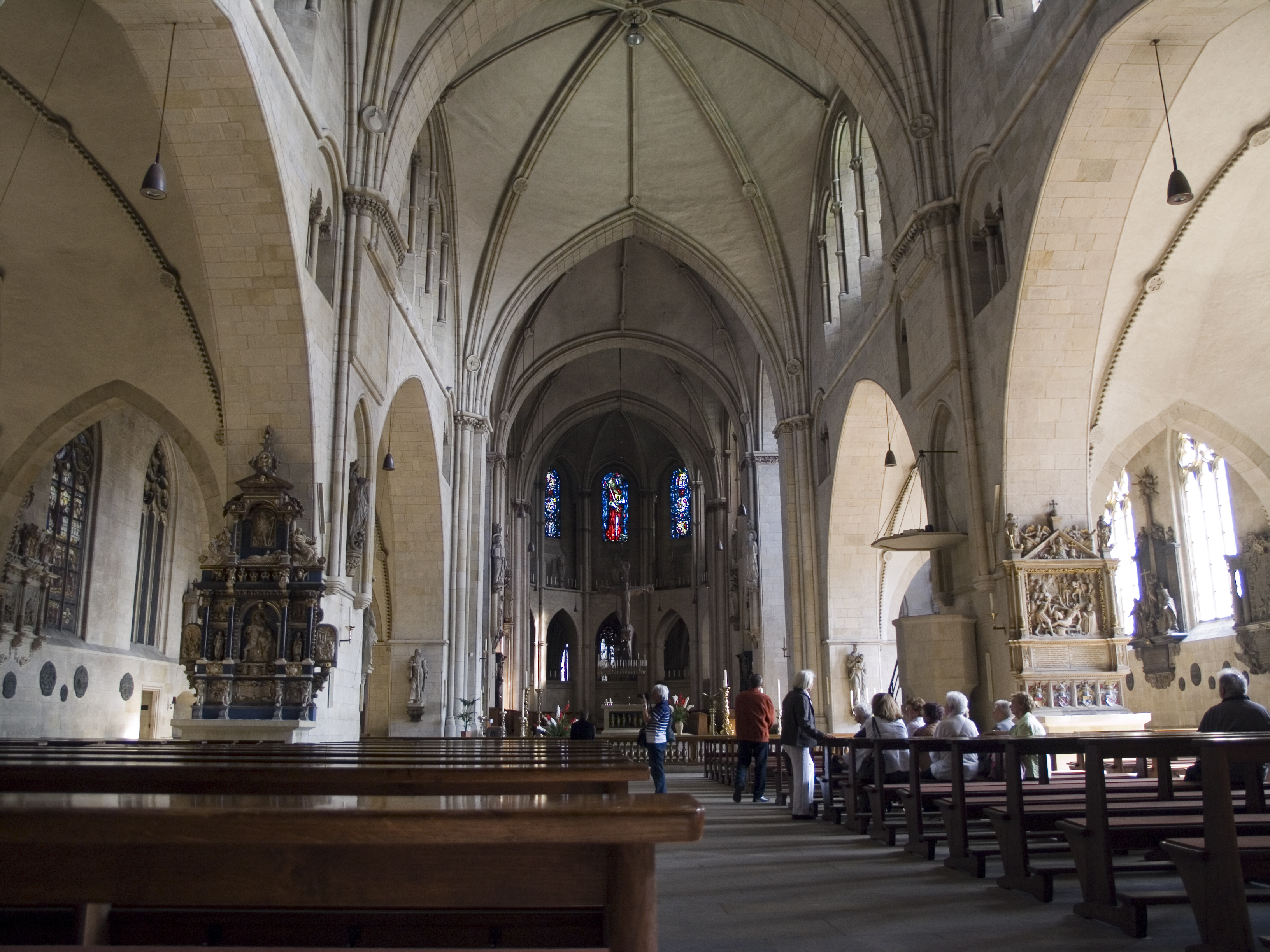
Главный неф
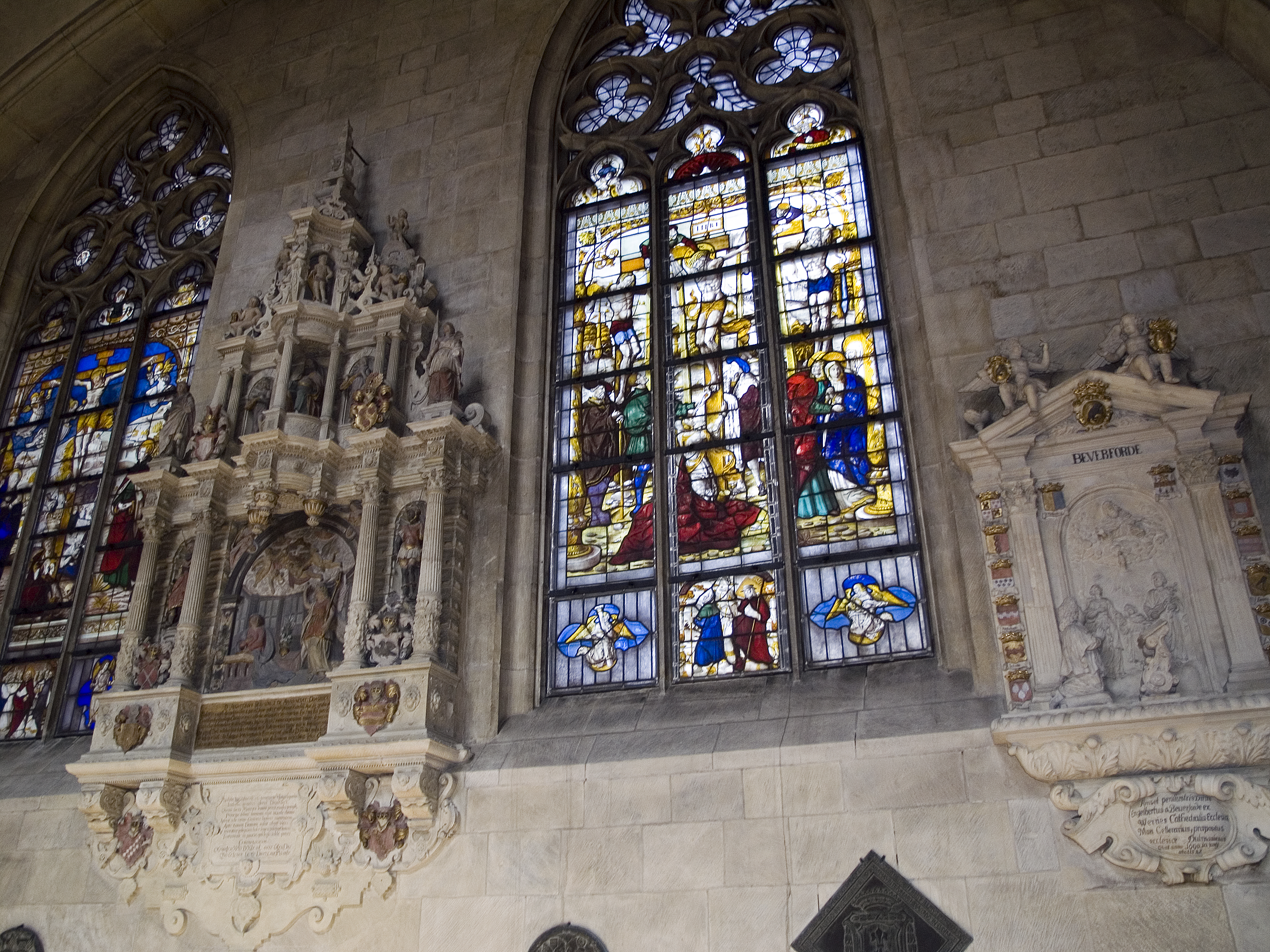
Витражи
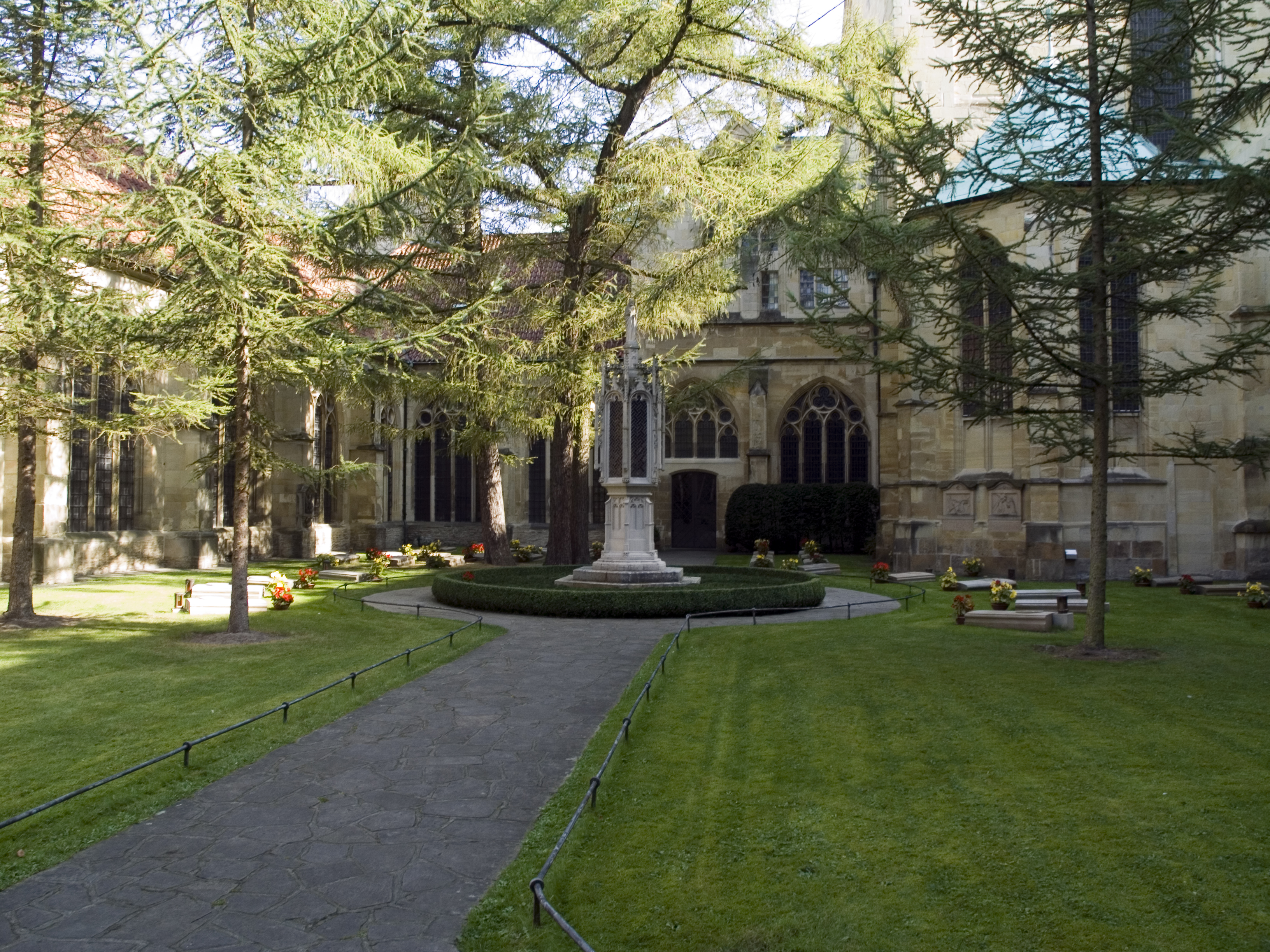
Внутренний дворик
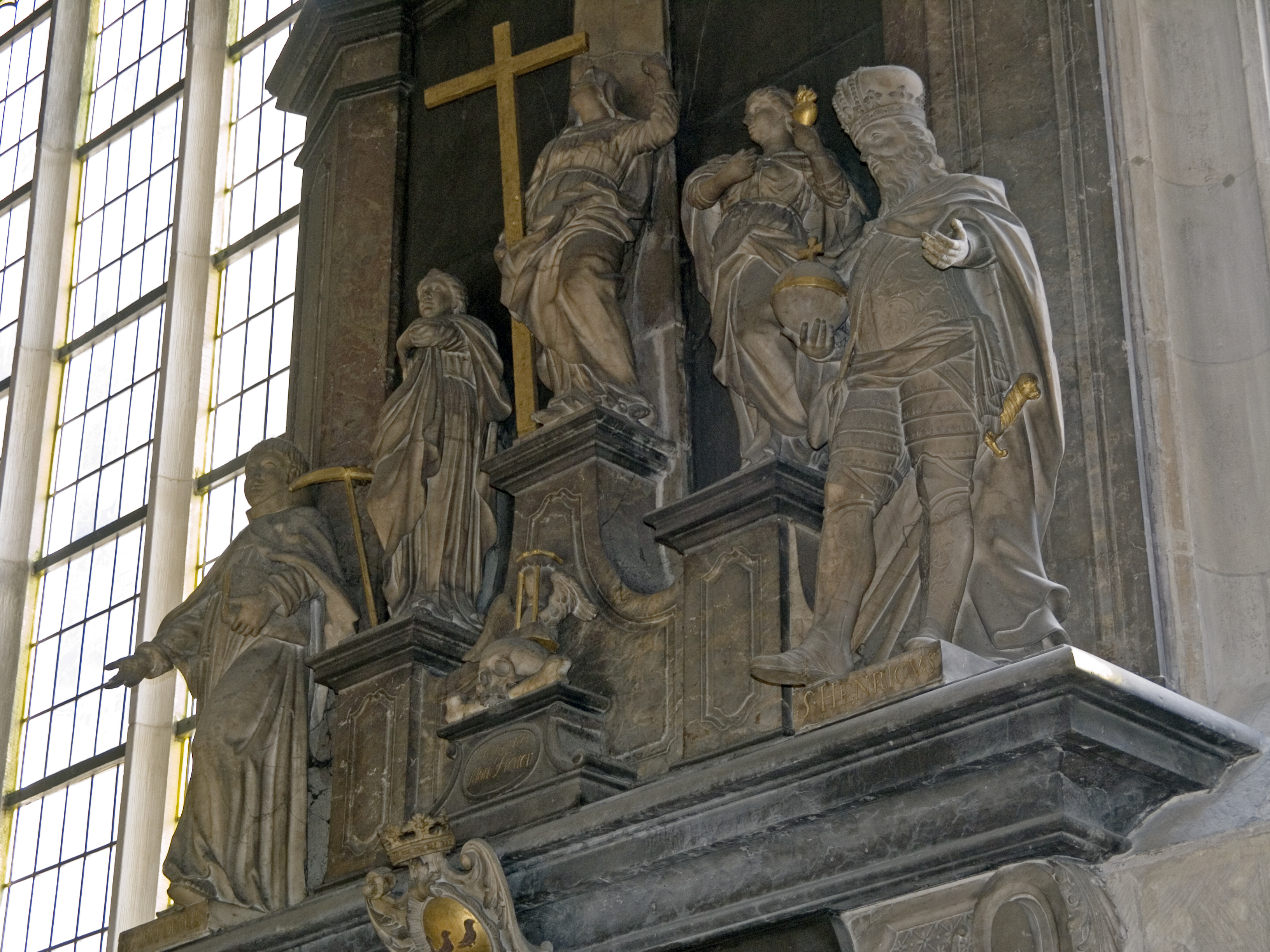
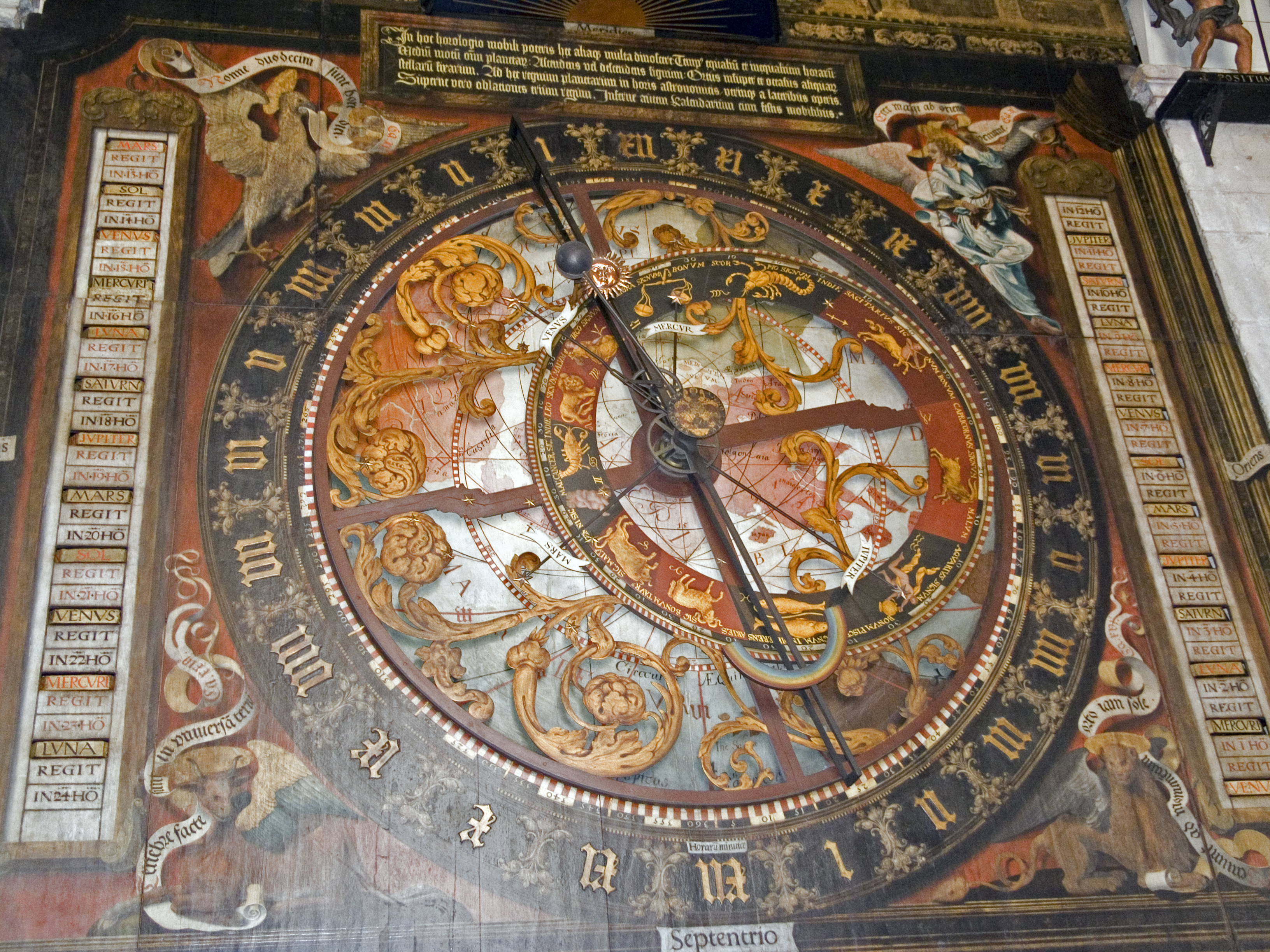
Циферблат астрономических часов